# Вулиця Січових Стрільців (Калуш)
Ву́лиця Січови́х Стрільці́в — вулиця житлового району Новий Калуш міста Калуша, яка виконує роль об'їзної стосовно головної транспортної артерії Нового Калуша вулиці Хмельницького та відмежовує 57-й мікрорайон від садибної забудови північної окраїни Калуша.

## Розташування
Пролягає від перехрестя вулиць Героїв України і Євшана до кільцевого перехрестя вулиць Юрія Литвина і Василя Стуса. Справа прилягають вулиці Олександра Тисовського і Андрія Чайковського.

## Історія
Одну з вулиць житлової забудови району Новий Калуш, що тоді комуністична влада назвала вулицею 40-річчя Жовтня, паралельно з будівництвом новобудов поступово продовжували, поки вона не сягнула до вулиці Хмельницького. Далі її поділили на три частини, за середньою частиною залишили назву, яка прославляла Жовтневий переворот. Рішенням першого демократичного скликання міської ради 21.08.1990 перейменована на честь Січових Стрільців.

## Сьогодення
Забудова зведена в 70-х-80-х роках XX сторіччя.